# الحرب الأيتولية

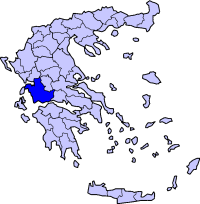
خرائط تحديد مواقع محافظات اليونان، خرائط ايتوليا

وقعت الحرب الأيتولية (191-189 قبل الميلاد) بين الرومان وحلفائهم الآخيين والمقدونيين، والاتحاد الأيتولي ومملكة أثامانيا الحليفة له. دعا الأيتوليون أنطيوخوس الثالث الكبير إلى اليونان، ولبى دعوتهم ولكنه عاد إلى آسيا بعد هزيمته على يد الرومان. ترك هذا الأمر الأيتوليين والأثامانيين دون حليف. مع خروج أنطيوخوس من أوروبا، هوجم على الأيتوليين من قبل الرومان وحلفائهم. هُزم الأيتوليون بعد عام من القتال وأُجبروا على دفع 1000 طالنط من الفضة للرومان.

## مقدمة
بعد هزيمة المقدونيين في الحرب المقدونية الثانية، اندلع نزاع بين الرومان والأيتوليين حول شروط المعاهدة. حظي الرومان بدعم الحلفاء الآخرين، وخسر البيرغاميون والروديون والأيتوليون النزاع. أراد الأيتوليون الانتقام وأرسلوا مبعوثين في عام 192 قبل الميلاد إلى نابيس، ملك أسبرطة، والملك فيليب الخامس ملك مقدونيا، والإمبراطور السلوقي أنطيوخوس الثالث الأكبر. وافق نابيس، الذي أُجبر على الامتثال لشروط مهينة في عام 195 قبل الميلاد بعد هزيمته من قبل روما واتحاد آخاين، ولكنه اغتُيل لاحقًا على يد الأيتوليين. رفض فيليب العرض، وكان ما يزال يدفع تعويضات لروما بعد هزيمته في الحرب المقدونية الثانية وكان ابنه رهينة في روما. رأى أنطيوخوس في الأمر فرصة لتوسيع أراضيه الأوروبية، ووافق على التحالف، وانطلق إلى اليونان.
وصل أنطيوخوس إلى ديميترياس بجيش بلغ قوامه 10,000 من المشاة و500 من سلاح الفرسان، وشرع في محاولاته لضم بعض الدول إلى قائمة حلفائه ضد روما. أثار وصول أنطيوخوس إلى اليونان قلق الرومان، وأرسلوا القنصل مانيوس أسيليوس غلابريو على رأس جيش من أجل هزيمته. التقى الجيشان في ثيرموبيلي، ونجا 500 فرد فقط من السلوقيين. عاد أنطيوخوس مع الجزء الباقي من جيشه إلى آسيا بعد هذه الهزيمة. استمرت روما وحلفاؤها في محاربة أنطيوخوس في آسيا الصغرى في الحرب الرومانية السلوقية.

## الحملة الثيسالية
تركت الأحداث السابقة الأيتوليين والأثامانيين دون حليف، وتقدم الجيش الروماني المنتصر في ثيسالي دون مقاومة. ذهب أسيليوس مع جيشه إلى هرقليا وخيّموا فيها. أرسل أسيليوس مبعوثًا إلى حامية الأيتوليين في المدينة ليطلب منهم تسليمها والتفكير في طلب المغفرة عن سوء تقديرهم من مجلس الشيوخ. لم يرد الأيتوليون، وبدأ الرومان يستعدون للاستيلاء على المدينة بالقوة.
بدأ الرومان الحصار بمهاجمة سور المدينة بالمدقات. رد الأيتوليون على هذه الهجمات بدفاعات متكررة. أثبت الحصار أنه مرهق للمدافعين، إذ كان عدد قوات الرومان كبيرًا وبالتالي كان بإمكانهم وضع قوات جديدة في الخطوط الأمامية ممن كانوا في الاحتياط، في حين لم يكن لدى الأيتوليين عدد كافٍ من الجنود للقيام بالمثل.
بعد أربعة وعشرين يومًا من القتال، علم القنصل أن الأيتوليين قد استنفدوا طاقاتهم من طول الحصار والتقارير التي قدمها الفارون من جيش العدو، وفكر في خطة. أمر جميع الجنود في منتصف الليل بالعودة إلى المعسكر. عادوا إلى المخيم، حيث أبقاهم غير نشطين حتى الساعة الثالثة صباحًا، ثم أمر ببدء عمليات الحصار من جديد. اعتقد الأيتوليون أن الرومان مرهقون أيضًا، وتركوا مواقعهم وعادوا في الثالثة صباحًا. علم القنصل أن خطته قد نجحت وأمر بشن هجوم شامل من ثلاثة اتجاهات مختلفة. أمر أسيليوس تيبيريوس سيمبرونيوس، الذي كان مسؤولًا عن ثلث الرجال، بالبقاء في حالة تأهب وانتظار للأوامر معتقدًا أن الأيتوليين سوف يندفعون إلى مصدر الصراخ. حين سمع الأيتوليون النائمون صوت اقتراب الجيش الروماني، استعدوا على عجل للمعركة وحاولوا شق طريقهم إلى القتال في الظلام. بدأ الرومان في تسلق الجدران بالسلالم وتسلق أنقاض بعض الجدران. اندفع جميع الأيتوليين إلى حيث كان الرومان يتسلقون الجدران، وأمر أسيليوس القائد سيمبرونيوس أن يهاجم القسم الباقي دون حماية من الجدار. تراجع الأيتوليون إلى الحصن بعد رؤية مجموعة سيمبرونيوس قادمة. سمح القنصل للجنود المنتصرين بنهب المدينة بعد ذلك.
حين انتهى النهب، أمر أسيليوس بتقسيم الجيش إلى مجموعتين. تقرر أن تتجه إحدى المجموعتين إلى الجانب الآخر من الحصن حيث يوجد تل مساوٍ في الارتفاع حتى يتمكن الرومان من إطلاق الصواريخ على الحصن من هناك. أما المجموعة الأخرى كانت ستهاجم الحصن من الأمام. رأى الأيتوليون الهجوم ذي الشقين، وقرروا الاستسلام. كان رئيس الأيتوليين المدعو داموكريتوس أحد الناس الذين استسلموا.
حين كان الرومان يهاجمون هرقليا، بدأ فيليب وجيشه مع عدد قليل من الرومان في محاصرة لمياء، التي كانت تقع على بعد سبعة أميال من هرقليا. أظهر الرومان والمقدونيون طاقة كبيرة في الحصار، كما لو كانوا ينافسون بعضهم البعض. كان الرومان يحرزون تقدمًا ضئيلًا في الحصار، لذلك التقى فيليب بعدد من أبرز شخصيات اللاميين خوفًا من خضوعهم للرومان في حال استولوا على هرقليا أولًا. تحولت مخاوف فيليب إلى حقيقة حين أمره رسول من الرومان بفك الحصار.